# Čchin-čou
Čchin-čou (čínsky pchin-jinem Qīnzhōu, znaky 钦州) je městská prefektura v Čínské lidové republice. Leží na břehu Tonkinského zálivu a patří do autonomní oblasti Kuang-si.
Celá prefektura má rozlohu 10 903 čtverečních kilometrů a v roce 2020 v ní žilo 3,3 milionu obyvatel.

## Geografie

Čchin-čou (modře) v autonomní oblasti Kuang-si

Městská prefektura Čchin-čou se nachází v jižní části autonomní oblasti Kuang-si na jihu Číny. Na jihu prefektura sahá až k  Jihočínskému moři, na západě hraničí s městskou prefekturou Fang-čcheng-kang, na severu s  městskou prefekturou Nan-ning a na východě s městskou prefekturou Jü-lin.

## Administrativní členění
Městská prefektura Čchin-čou se člení na čtyři celky okresní úrovně, a sice dva městské obvody a dva okresy.
| městský obvod · Čchin-nan městský obvod · Čchin-pej okres · Ling-šan okres · Pchu-pej |        |                       |                    |                                  |
| Název                                                                                 | Název  | Počet obyvatel (2020) | Rozloha km² (2020) | Hustota zalidnění (obyv. na km²) |
| český přepis                                                                          | znaky  | Počet obyvatel (2020) | Rozloha km² (2020) | Hustota zalidnění (obyv. na km²) |
| Městské obvody                                                                        |        |                       |                    |                                  |
| Čchin-nan                                                                             | 钦南区 | 679 692               | 2 584              | 263                              |
| Čchin-pej                                                                             | 钦北区 | 720 442               | 2 240              | 322                              |
| Okresy                                                                                |        |                       |                    |                                  |
| Ling-šan                                                                              | 灵山县 | 1 218 140             | 3 554              | 343                              |
| Pchu-pej                                                                              | 浦北县 | 683 964               | 2 525              | 271                              |
|                                                                                       |        |                       |                    |                                  |
| Celkem                                                                                | Celkem | 3 302 238             | 10 903             | 303                              |